# Muli, Liangshan
Muli, även känt som Mili, är ett autonomt tibetanskt härad beläget i prefekturen Liangshan och provinsen Sichuan i Folkrepubliken Kina. Häradet är beläget i den tibetanska kulturgeografiska regionen Kham.
Fram till 1950 var Muli ett självstyrande teokratiskt kungadöme som styrdes av lama-kungar från tre buddhistiska kloster från Gelugpa-sekten i gamla Muli, Kulu and Waerdje. Dessa lamakloster störtades av de nya kommunistiska makthavarna i Kina på 1950-talet och förstördes under Kulturrevolutionen.